# 浅岸駅
浅岸駅（あさぎしえき）は、かつて岩手県盛岡市新庄字中津川にあった、東日本旅客鉄道（JR東日本）山田線の駅（廃駅）である。廃止時点で停車する列車は、1日1往復のみであった。2012年度冬季からは隣の大志田駅とともに冬季休業となっていた。

## 歴史
- 1928年（昭和3年）9月25日：上米内 - 区界間の延伸開業時に開業[1][2]。
- 1947年（昭和22年）8月8日：昭和天皇のお召し列車が停車。天皇が奉迎者に会釈（昭和天皇の戦後巡幸）[6]。
- 1972年（昭和47年）3月15日：貨物取扱を廃止[2]。
- 1982年（昭和57年）11月15日：スイッチバック廃止[1]。同時にホームを本線上に移転。荷物扱いを廃止し[7]、無人化[8]。
- 1987年（昭和62年）4月1日：国鉄分割民営化により、東日本旅客鉄道の駅となる[1][2]。
- 2013年（平成25年）：1月1日から冬季休業となる（2012年度は2013年3月15日まで、2013年度以降は2013年12月15日 - 2014年3月15日、2014年度以降は12月1日 - 翌年3月31日）。
- 2015年（平成27年）
  - 3月14日：ダイヤ改正により、1日あたりの当駅停車列車本数が上下各1本ずつのみとなる（実際の停車は同年4月1日から）。
  - 8月：JR東日本盛岡支社は盛岡市に対し、当駅と大志田駅の廃止を検討していることを伝えた[9][10]。同支社によると当駅の1日当たり平均乗車人数は過去10年以上にわたって1人にも満たない状態が続いており、2014年度は1日平均0.3人であった。駅周辺に住民がほとんどおらず、集客施設もないため、今後利用者の増加も期待できないことに加えて、駅周辺に熊の目撃情報があり、乗客が危害を受けるおそれがあるという。
  - 11月30日：翌日から前述の冬季休業に入るため、事実上の最終営業日となる。
  - 12月11日：JR東日本盛岡支社が、当駅と大志田駅を次回のダイヤ改正日をもって廃止すると発表[11][3]。
- 2016年（平成28年）3月26日：廃止[3]。

## 駅構造
廃止時点において、単式ホーム1面1線の地上駅で、無人駅であった（盛岡駅管理）。スイッチバック駅時代のホームは島式ホーム1面2線と駅舎側に側線が1本。
かつては隣の大志田駅とともにスイッチバック駅であった。急行や貨物列車はそのまま通過できるが、宮古方面行きの列車は本線を分岐してすぐに行き止まりのホームへ停車していた。盛岡行きは一旦バックして駅に入る構造だった。配線は大志田駅と同じであった。
現在は駅舎が取り壊され更地となっているので僅かな痕跡しか残っていない。

## 駅周辺
- 盛岡保線技術センター休憩室
- 浅岸雨量・積雪観測局
- 中津川地区振興センター（建物は旧盛岡市立中津川小学校校舎。通常は無人だが、盛岡市や住民によって管理・使用されている）

周辺に人家もほとんど無い山の中である。このため、隣の大志田駅とともに一部の鉄道ファンから秘境駅と呼ばれていた。駅周辺での熊の目撃情報があり、待合室には注意を促す盛岡駅長名の貼り紙がある。国道106号から舗装された市道で12kmある（国道に浅岸駅までの看板あり）。大志田駅へは盛岡市の近郊自然歩道（大志田・中津川コース）が整備されている（距離13km、徒歩で約5時間）。駅から区界側に2kmほどの第一飛鳥トンネル口付近に1927年建立の慰霊碑があり、山田線建設時犠牲となった8名の名前が刻まれている。
2014年11月21日放送の「所さんの学校では教えてくれないそこんトコロ!」内の企画「あなたはナゼ秘境駅へ来たんですか？」において東北一の秘境駅として紹介された。みぞれが降る中を2日間待つも生活利用者は現れず同企画初の3日目に突入。3日目の朝に法事の為に盛岡方面に向かう夫婦に会うことが出来た。夫婦が住む中津川集落はわずか2世帯6人しかいないと紹介された。2015年現在、駅から2.5㎞圏内には上記集落の住民2世帯があるのみという。

## 隣の駅
東日本旅客鉄道（JR東日本）
■山田線 (駅廃止時) 
大志田駅 - 浅岸駅 - 区界駅